# Mastophora corpulenta
Mastophora corpulenta är en spindelart som först beskrevs av Banks 1898.  Mastophora corpulenta ingår i släktet Mastophora och familjen hjulspindlar. Inga underarter finns listade i Catalogue of Life.